# جوشوا نكومو
الدكتور جوشوا نكومو (19 يونيو 1917 - 01 يوليو 1999) المناضل والقائد الزيمبابوي العريق, نائب رئيس زيمبابوي (1987 - 1999) ،معروف في زيمبابوي بالآب زيمبابوي.
هو مؤسس وزعيم لحركة سياسية نضالية أفريقية اتحاد شعب زيمبابوي (زابو) عام 1961 ورفعت شعار المساواة في الحقوق الانتخابية بين السود والمستوطنين البيض في روديسيا(سابقا).

## زيمبابوي
زيمبابوي دولة إفريقية. هي المستعمرة البريطانية السابقة روديسيا الجنوبية، والتي أعلن إيان سميث زعيم الأقلية البيضاء انفصالها واستقلالها عن بريطانيا في سنة (1385 هـ - 1965 م)، وقد أثارث سياسة سميث العنصرية غضب المجتمع الدولي، فأعلنت دول عديدة مقاطعة روديسيا اقتصادياً، وفرضت هيئة الأمم المتحدة مقاطعة اقتصادية على حكومة سميت ونتج عن السياسة العنصرية التي اتبعتها الأقلية البيضاء تأييد عالمي لجبهة تحرير زيمبابوي، بزعامة روبرت موجابي وجوشوا نكومو وأخيرا نالت روديسيا استقلالها تحت حكم الأغلبية الأفر يقية، وعرفت بجمهورية زيمبابوي.

## زابو والمجلس الوطني الأفريقي
حظرت السلطات البريطانية الاستعمارية حركة زابو في عام 1962 وتعرضت لانشقاق تمخض عن ولادة حركة زانو بقيادة (سيشولي وموجابي) وقد عمل جوشوا نكومو على التفاوض مع البريطانيين من أجل إقامة اتحاد أفريقيا الوسطى دون نتيجة.
في 1964 اعتقلت السلطات البريطانية الزعماء الأفارقة في روديسيا بمن فيهم روبرت موجابي وجوشوا نكومو وإيدسون زفوبجو عام 1964 وظلوا في السجن مدة طويلة اقتربت من السنوات العشر 
.
عندما أعلن (سميت) الاستقلال الانفرادي (لروديسيا) تحت سيطرة العنصريين البيض اتجهت حركة زابو نحو النضال المسلح دون أن يتخلى نكومو عن محاولات التوصل إلى تسوية مع أيان سميث ينتقل بموجبها الحكم إلى الأفارقة مع تقديم بعض التنازلات الاقتصادية والسياسية للأقلية البيضاء في روديسيا وقامت زابو باتصالات دولية أسفرت عن حصولها تدريجيا على السلاح والمدربين والدعم السياسي من عدة دول، ومالبث جيش حركة زابو المتمركز داخل روديسيا وفي زامبيا والمعروف باسم (زيبا) أن وصل عدده إلى حوالي 25 ألف مقاتل في أواخر السبعينيات
في 1971 تجمع الزعماء الأفارقة في المجلس الوطني الأفريقي وبعد أربعة أعوام أعلن أنصار نكومو في زابو تعيين زعيمهم قائداً للمجلس الوطني الأفريقي على أثر تعرضه للانقسام وعلى أثر إصدار رئيسه آنذاك (أيبل موزوريا) حظراً على اشتراك القادة المنفيين في المحادثات مع زعماء الأقلية البيضاء.

## بطل قومي
في 1999 أعلن جوشوا نكومو بطل قومي ودفن في مقابر الأبطال القوميين في هرارى.

## روابط خارجية
- جوشوا نكومو على موقع الموسوعة البريطانية (الإنجليزية)
- جوشوا نكومو على موقع مونزينجر (الألمانية)
- جوشوا نكومو على موقع ميوزك برينز (الإنجليزية)
- جوشوا نكومو على موقع ديسكوغز (الإنجليزية)